# Cultus Sabbati
Cultus Sabbati är en initiatorisk nyreligiös rörelse, grundad av Andrew D. Chumbley, som förenar bland annat folklore från Norfolk och Suffolk, Madeline Montalbans ockulta teorier, kaosmagi och vördnad för naturen. Utövarna betraktar sig som häxor, men omtolkar de senmedeltida häxföreställningarnas djävul till en gestalt som förenar, och identifieras med, den vediske guden Rudra, den keltiske guden Cernunnos, den fornnordiske guden Odin, sufismens profetgestalt al-Khidr, de medeltida riddarromanernas "gröne riddare" och Madeline Montalbans änglagestalt Lumiel. Rörelsen har bl.a. sammanställt böckerna Azoetia och QUTUB:The Point. Rörelsen leds numera av Daniel A. Shulke.